# أنطونيو فاليرو (لاعب كرة قدم)
أنطونيو فاليرو (بالإسبانية: Antonio Valero)‏ هو لاعب كرة قدم إسباني في مركز الوسط، ولد في 18 يونيو 1971 في ديئيساس دي غواديكس في إسبانيا. لعب مع غرناطة 74 ‏.